# Дризен, Николай Васильевич
Барон Никола́й Васи́льевич Остен-Дри́зен (1868, Москва — 1935, Париж) — русский мемуарист, историк театра. Был цензором драматических сочинений при главном управлении по делам печати и редактором «Ежегодника Императорских театров». В 1907 году стал одним из основателей «Старинного театра».

## Биография
Происходил из старинного прусского рода Дризен. Родился в Москве 9 мая 1868 года[по какому календарю?]. Отец — Василий Фёдорович Остен-Дризен (1833—1903); дед — генерал от инфантерии Фёдор Васильевич Остен-Дризен (1781—1851).
В 1886 году окончил Александровский кадетский корпус. В 1886—1888 году работал в отделении рукописей Императорской Публичной библиотеки. В июле 1888 года перешёл в департамент таможенных сборов Министерства финансов.
В 1890—1891 годах был вольнослушателем историко-филологического факультета Санкт-Петербургского университета. В 1897 году переехал в Рязань, где служил младшим чиновником особых поручений при рязанском губернаторе, затем делопроизводителем; в 1898 году по семейным обстоятельствам вышел в отставку.
Принимал активное участие в работе «Театра Рязанского общества народных развлечений» (1898—1901). В 1901 году был избран членом Рязанской земской управы с исполнением обязанностей председателя управы; кроме того руководил местным пожарным обществом, участвовал в устройстве народных чтений.
Вернувшись в Петербург, организовал вместе Н. Н. Евреиновым и М. Н. Бурнашевым «Старинный театр». С 1908 года он служил цензором в Главном управлении по делам печати; с 1909 года стал редактировать «Ежегодник императорских театров».
В 1914 году был командирован в Лейпциг для устройства русского отделения на выставке печатного дела и графики.
С 1919 в эмиграции: сначала в Финляндии, затем — во Франции. Умер 31 марта 1935 года в Париже.
Был женат на Розалии Струве, дочери Г. Е. Струве. У них в 1905 году родился сын Василий.

## Источник
- Соколинский Е. К. Дризен (фон дер Остен-Дризен) Николай Васильевич // Сотрудники РНБ — деятели науки и культуры: Биографический словарь.